# Peter Felixberger
Peter Felixberger (* 26. August 1960 in Landshut) ist ein deutscher Journalist und Autor. Er lebt in Erding.

## Leben

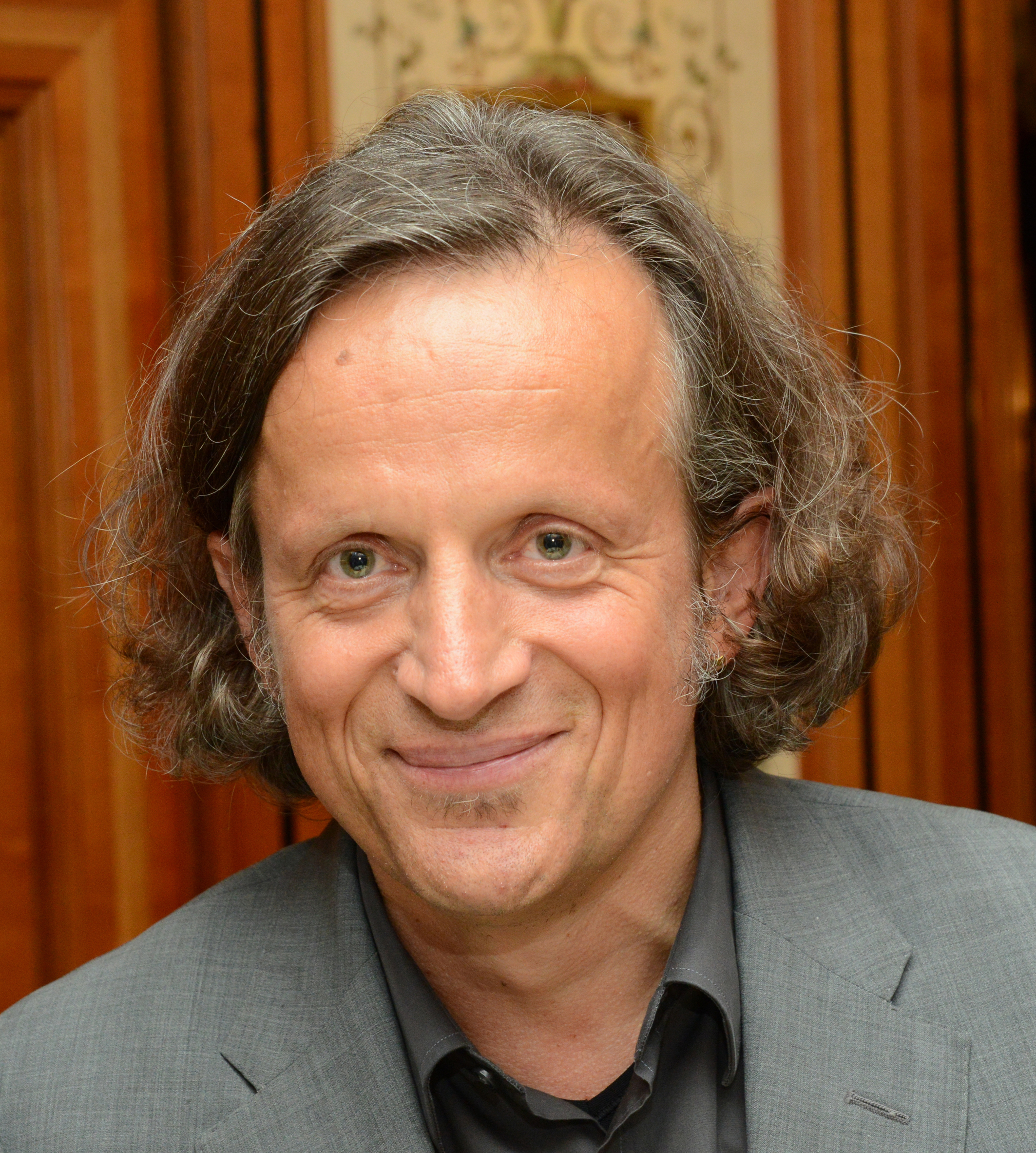
Peter Felixberger (2014)

Nach dem Abitur studierte Felixberger an der Universität München Politikwissenschaft, Soziologie und Zeitungswissenschaft (1981 bis 1987). 1980 eröffnete Peter Felixberger in Erding eine Buchhandlung („Buchladen Turmschieber“), die mit zahlreichen Autorenlesungen ein Kulturpublikum rund um München anzog.
In der Lokalredaktion der Süddeutschen Zeitung veröffentlichte er seine ersten Berichte und Reportagen (1982 bis 1986). Von 1988 bis 1990 arbeitete er als Sachbuchlektor beim Verlag Moderne Industrie in München. In dieser Zeit begann er seine Tätigkeit als Buchkritiker der Süddeutschen Zeitung.
Im Juni 1990 gründete Felixberger das Redaktionsbüro Wort&Tat und betreute freiberuflich Buchprojekte in kleinen und großen Sachbuchverlagen. Ab 1995 arbeitete Felixberger für die Weltausstellung EXPO 2000. Er konzipierte und realisierte die zwölfbändige Buchreihe Visionen für das 21. Jahrhundert mit 80 Autoren aus über 30 Ländern, die von 1999 bis 2000 im Campus Verlag erscheinen sollte. Außerdem dokumentierte das Redaktionsbüro Wort&Tat alle weltweiten Projekte der ersten Weltausstellung in Deutschland.
Am 11. Januar 2001 gründete Felixberger changeX – das unabhängige Online-Magazin für Wandel in Wirtschaft und Gesellschaft. Er war Geschäftsführer und Chefredakteur bis Oktober 2007. Felixberger analysierte die Hintergründe von Globalisierung, Kulturwandel und  Veränderungen in Wirtschaft und Gesellschaft. Von 2006 bis 2008 baute er zusammen mit Michael Gleich die erste globale Kulturzählung auf: Culture Counts.
Bis Dezember 2024 arbeitete er als Programmgeschäftsführer, seit Januar 2025 als Buch- und Medienentwickler für die Murmann Publishers in Hamburg. Er ist Chefredakteur sowie Mitherausgeber des Kursbuchs und leitet das Redaktionsbüro Wort&Tat. Seine Themenschwerpunkte sind digitale und ökologische Transformation in Wirtschaft, Politik und Gesellschaft.

## Publikationen
- Aufbruch in neue Lernwelten Passagen Verlag, Wien, 1994, ISBN 3-85165-118-9.
- Arbeit neu denken, Campus, 2000, ISBN 3-593-36561-8.
- Networking im Beruf, Hanser, 2001, ISBN 3-446-21740-1.
- Wir kündigen! Und definieren das Land neu (mit Dagmar Deckstein, Michael Gleich, Wolf Lotter), Hanser, 2005, ISBN 3-446-40048-6.
- Dagmar Deckstein, Peter Felixberger, Michael Gleich, Wolf Lotter: Wir kündigen! Und definieren das Land neu. Radioropa Hörbuch, Daun, 2007, ISBN 978-3-86667-144-7, Sprecher: Victor M. Stern
- Culture Counts. Wie wir die Chancen kultureller Vielfalt nutzen (mit Michael Gleich), Econ, 2008, ISBN 978-3-430-20066-0.
- Die kreative Revolution. Was kommt nach dem Industriekapitalismus? (mit Wolf Lotter, Matthias Horx u. a.), Murmann, 2009, ISBN 978-3-86774-062-3.
- Deutschlands nächste Jahre. Wohin die Reise geht., Murmann, 2009, ISBN 978-3-86774-071-5 (Erscheinungstermin 23. Juni 2009)
- Die 100 besten Wirtschaftsbücher aller Zeiten (mit Jack Covert, Wolfgang Hanfstein, Todd Sattersten), Murmann, 2011, ISBN 978-3-86774-150-7.
- Wie gerecht ist die Gerechtigkeit?, Murmann, 2012, ISBN 978-3-86774-175-0.
- Deutschland. Ein Drehbuch (mit Armin Nassehi), kursbuch.edition, Murmann, 2016, ISBN 978-3-946514-17-6
- Kursbuch von 170 bis 222 (mit Armin Nassehi, ab 209 mit Sibylle Anderl), Kursbuch Kulturstiftung, 2012–2025
- BEEP, BEEP, read all about it. Bücher, die aus der Zukunft kommen, Murmann, 2025, ISBN 978-3-86774-819-3.